# Sandgrävare
Sandgrävare (Dyschirius thoracicus) är en skalbaggsart som först beskrevs av Rossi 1790.  Sandgrävare ingår i släktet Dyschirius, och familjen jordlöpare. Arten är reproducerande i Sverige.